# Eugénio Tavares
Eugénio Tavares, född 18 oktober 1867, död 1 juni 1930, kapverdiansk författare som skrev på det lokala kreolspråket crioulo.